# Amphibulus aurarius
Amphibulus aurarius là một loài tò vò trong họ Ichneumonidae.